# Grand Canyon Park Operations Building
Le Grand Canyon Park Operations Building est un bâtiment américain situé à Grand Canyon Village, dans le comté de Coconino, en Arizona.
Construit dans le style rustique du National Park Service en 1929, il sert un temps de siège au parc national du Grand Canyon en remplacement du First Administration Building, ce qui lui vaut d'être également appelé Second Administration Building.
Il constitue une propriété contributrice au district historique de Grand Canyon Village, un district historique créé le 20 novembre 1975. Il est surtout inscrit au Registre national des lieux historiques et classé National Historic Landmark depuis le 28 mai 1987.